# Kraftwerk Pintrun
Das  Kraftwerk Pintrun ist ein Wasserkraftwerk am Flem, einem linken Nebenfluss des Vorderrheins, unterhalb von Trin Mulin.
Das Fassungsvermögen des Stausees beträgt rund 50'000 m³, der nutzbare Speicherinhalt allerdings nur 33'000 m².
Mit dem Bau der Anlage wurde 1936 nach Plänen des Ingenieurs Adolf von Salis aus Flims begonnen. Sie wurde 1944 im Auftrag der Holzverzuckerungs AG, der späteren Ems-Chemie, dem Betrieb übergeben und von deren Tochterfirma Patvag Kraftwerke AG betrieben. Am 31. Dezember 2002 ging das Kraftwerk über an die Axpo und wird von der Axpo Hydro Surselva AG betrieben.
Die Konzession endet am 30. November 2024. Das Kraftwerk wird künftig von einer neuen Gesellschaft betrieben. Hauptaktionär wird mit 70 Prozent die Gemeinde Trin. Der Kanton Graubünden wird 10 Prozent und die Axpo Hydro Surselva AG 20 Prozent halten.